# 167. Division
Die 167. Division sind folgende militärische Einheiten auf Ebene der Division:

## Infanterie-Divisionen
- 167. Infanterie-Division (Wehrmacht)
- 167. Division (Volksbefreiungsarmee), gehörte laut amerikanischem Geheimdienst zur 56. Armee und wurde im Koreakrieg eingesetzt.[1]